# Волкодаево
Волкодаево (укр. Вовкодаєве) — село в Счастьенском районе Луганской области Украины. До 2020 года относилось к Новоайдарскому району. Входит в Новоайдарскую поселковую общину.
Население составляет 441 человек (на 2018 год).

## Физико-географическая характеристика
Волкодаево расположено в северной части Счастьинского района Луганской области. До центра общины — пгт Новоайдар — 30,8 км. С селом Колядовка Волкодаево связано трассой С-130911 протяжённостью 7,5 км (введена в эксплуатацию в 1981 году). Дорога находится в аварийном состоянии.
По селу протекает река Журавка (приток реки Евсуг).

## История

### Российская империя

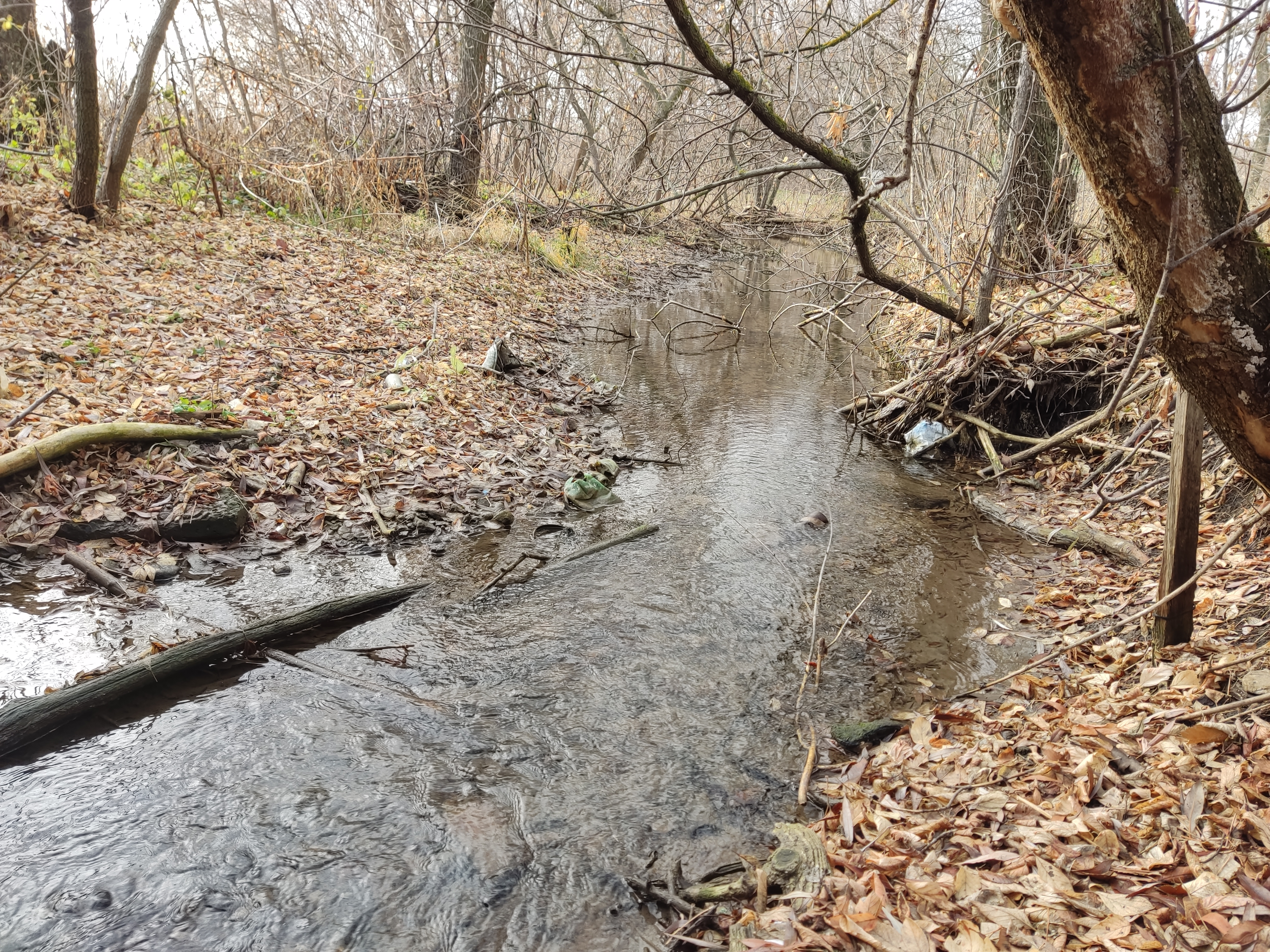
Речка Журавка

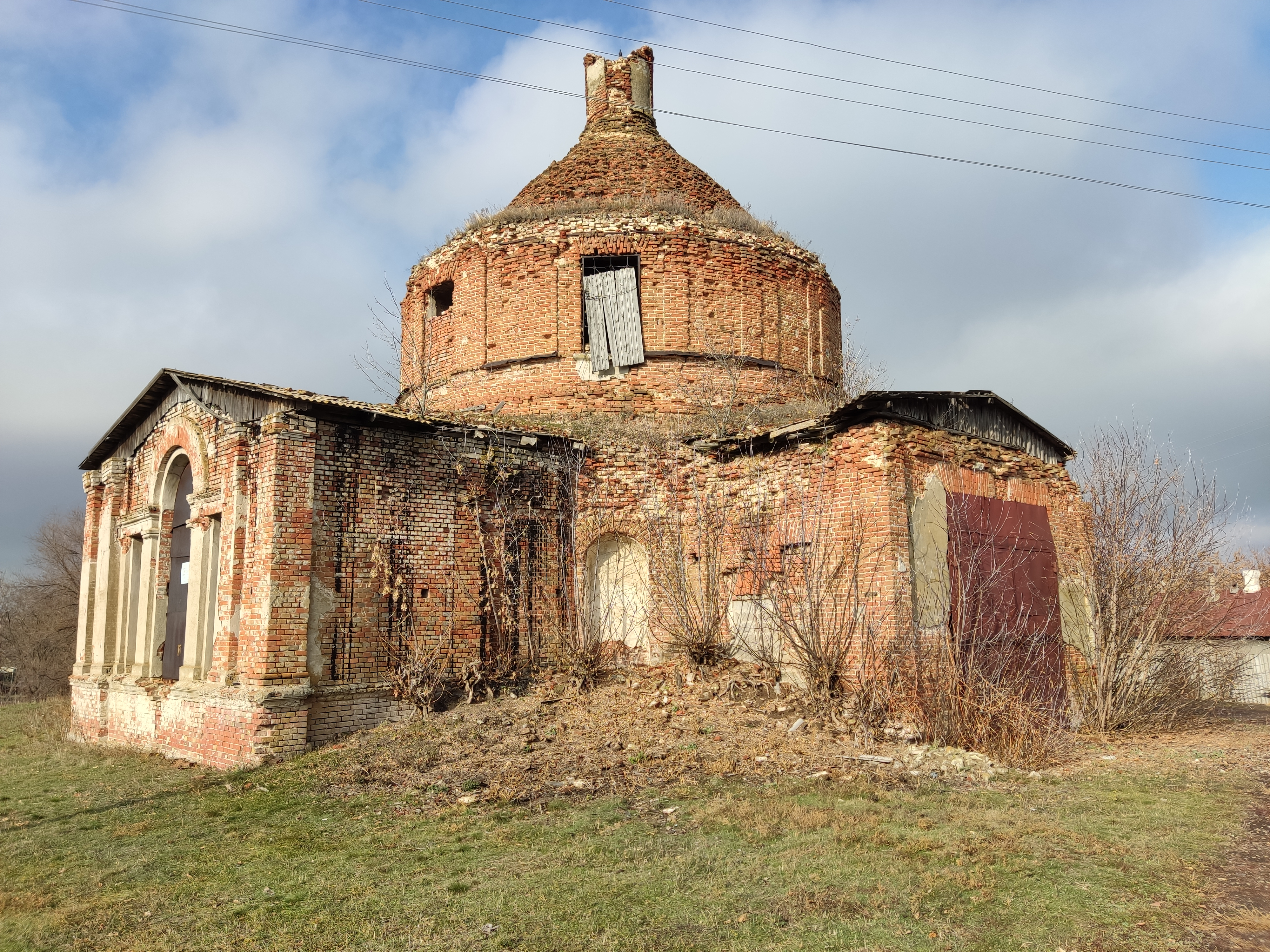
Церковь в 2021 году

Село основано в 1749 году. Первым поселенцем был человек по фамилии Волкодав, в честь которого село и названо. По другим данным, ранее село именовалось Журавка. На 1830 год село было известно как Волкодавова слобода. На Трёхвёрстной военной топографической карте Российской империи 1875 года село обозначено как Волкодавова (Журавка). Населённый пункт входил в Колядовскую волость Старобельского уезда Харьковской губернии.
До 1840 года в селе насчитывалось около 230 дворов, работал магазин, 30 ветряных мельниц, маслобойня и кузница. Жители занимались земледелием и животноводством.
На средства общины в 1818 году был построен каменный однопрестольный храм в честь святого Николая Чудотворца. С 1830-х по 1850-е годы количество прихожан выросло с 1168 до 1423 человек. Во время эпидемии холеры 1831 года в селе погибло 8 человек, а в 1848 году — 10 человек. На 1904 год при церкви было 49,5 десятин пахотной и сенокосной земли. Прихожанами к этому моменту являлись 1064 женщины и 1077 мужчин. Причтовый капитал насчитывал 500 рублей. При храме числились священник и псаломщик. Священник проживал в общественном доме, а псаломщик — в собственном. При храме действовала церковно-приходская школа.
Церковным старостой с 1882 года был крестьянин Пётр Скубко. С 1891 года настоятелем храма был Митрофан Таранский, также являвшийся заведующим церковноприходской школы. Таранский владел тремя домами в Старобельске, которые сдавал в аренду, а проживал в Волкодаево в доме на 10 комнат. В его распоряжении было 56 десятин земли, где работало 2 постоянных и 20—30 сезонных работников. В 1910 году на средства священника Таранского была реконструирована церковь, а спустя через четыре года — перестроена. Тогда к ней были добавлены два купола и колокольня с пятью колоколами. Основной колокол весил около 600 килограмм.

### Советский период

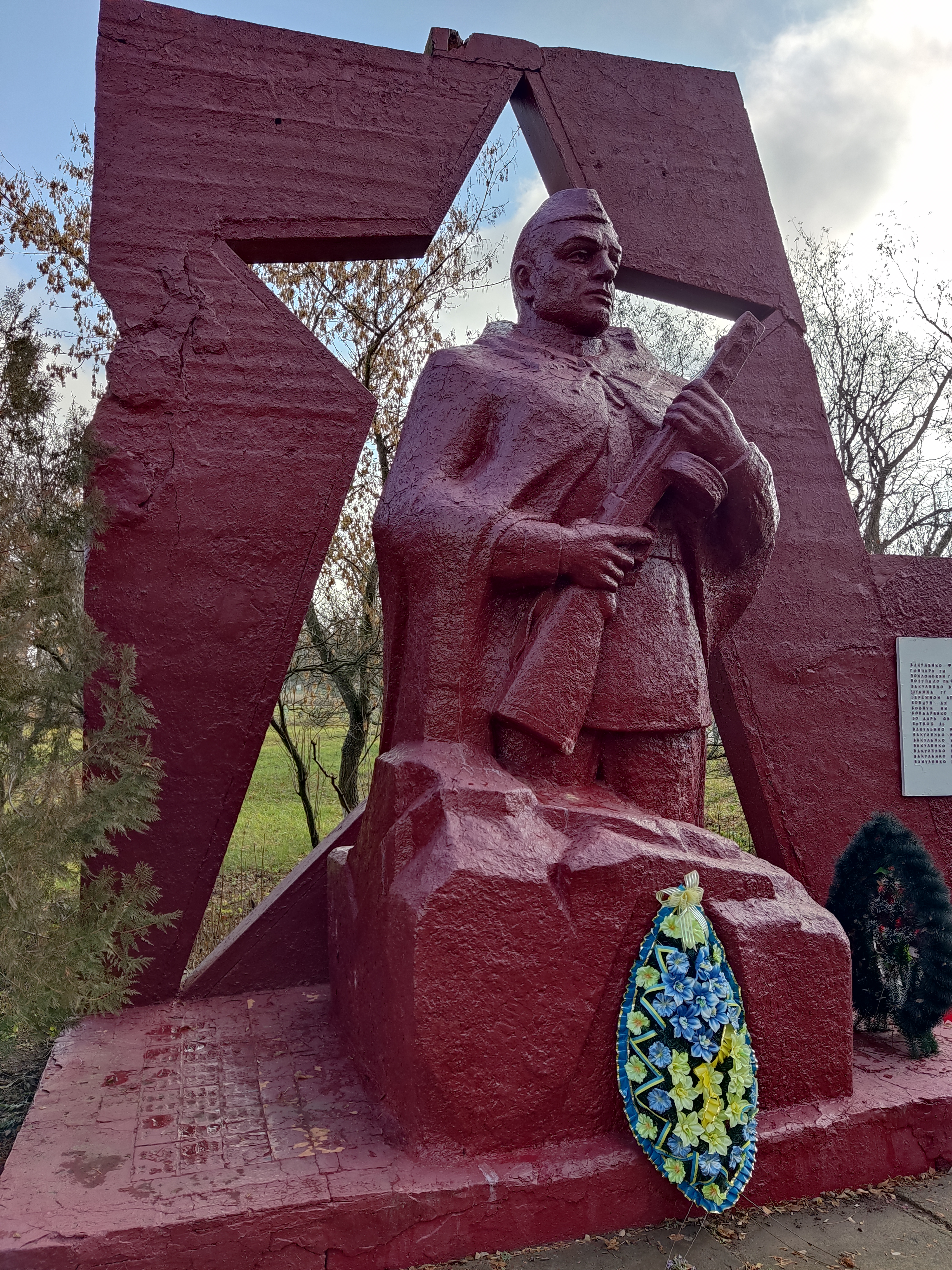
Памятник героям Великой Отечественной войны

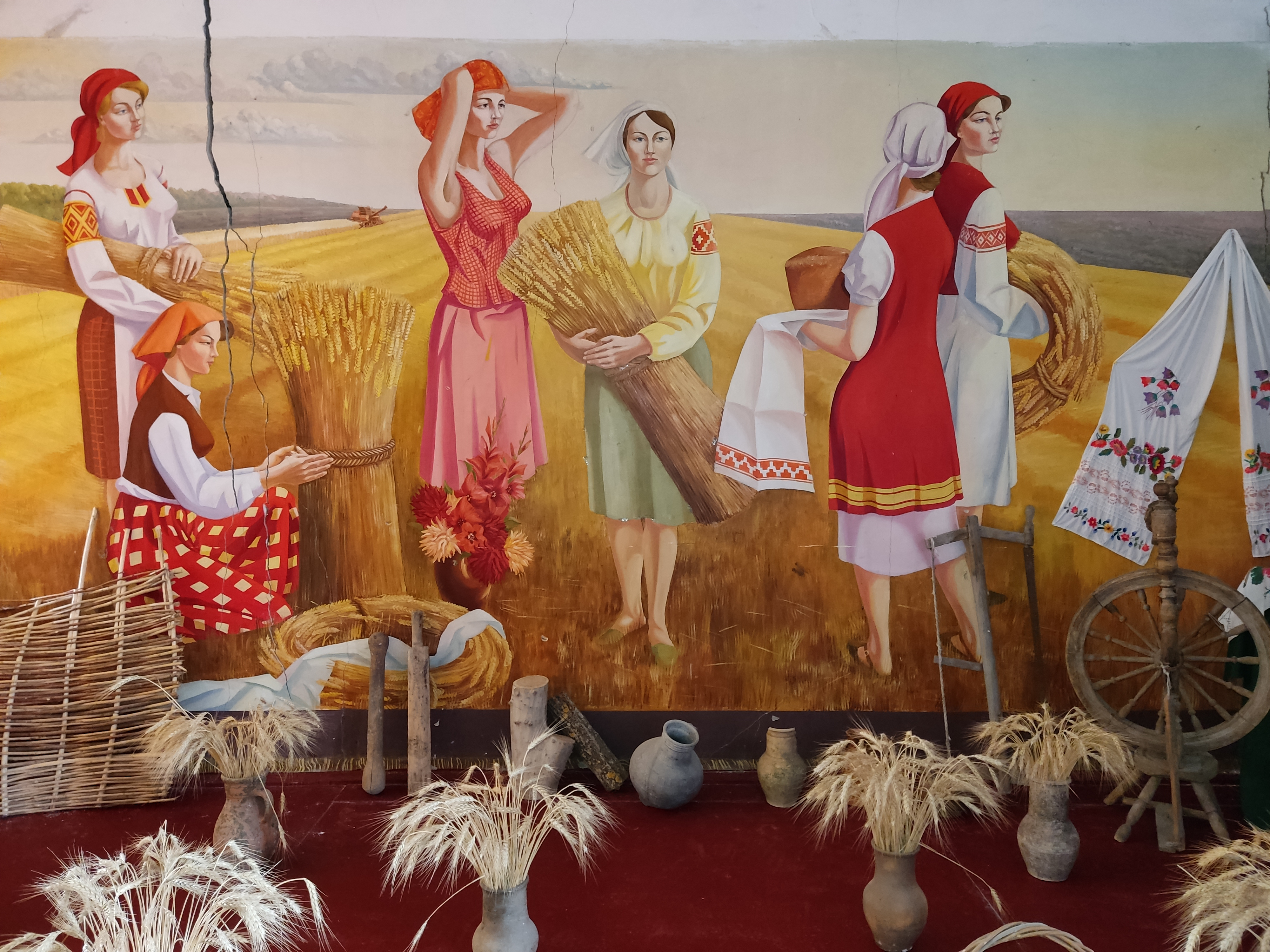
Роспись здания библиотеки, выполненная в стиле соцреализма

Во время гражданской войны в 1920 году отряд атамана Леонида Терезова убил в селе Волкодаево 13 продармейцев.
В 1929 году в селе состоялся митинг по случаю 12-й годовщины Октябрьской революции, на котором присутствующие потребовали закрыть Николаевскую церковь. Местные активисты забрали у верующих ключи от храма, где разбили иконы и установили над колокольней красный флаг. Тем не менее, поскольку в этом время центральная власть поддерживала отношения с Украинской автокефальной православной синодальной церковью, то разрешение на закрытие храма в Волкодаево не было предоставлено.
С 1929 года в селе работает колхоз имени Парижской коммуны, который возглавлял И. И. Овчаренко. Село пострадало от голода 1932—1933 годов.
В 1932 году церковь была закрыта и в дальнейшем использовалась как склад зерна. В 1937 году купол и колокольня храма были разобраны, а из полученного материала в селе Евсуг была построена школа. На фоне гонений на церковь настоятель храма Митрофан Таранский переехал в Ворошиловград. По обвинению в выдаче белогвардейцам председателя сельсовета И. Шана, сотрудничестве с антибольшевистскими отрядами атамана Ивана Каменюки, организации восстания в Волкодаево в 1920 году и сопротивлении коллективизации 27 октября 1937 года он был задержан, а 4 ноября того же года — расстрелян.
До начала Великой Отечественной войны в селе проживало около тысячи человек, из которых 460 — трудоспособных. Весной 1942 года многие жители были призваны в ряды советской армии. В июне 1942 года село было оккупировано немецкими войсками, вплоть до 20 января 1943 года. По окончании войны в село вернулись 84 человека, в то время как 126 человек погибло.
В 1950 году колхоз стал называться имени Сталина, а позже именовался как «Коммунист» и «Рассвет». С 1953 по 1987 год председателем колхоза работал Григорий Афанасьевич Вакуленко. За это время в селе появилось радиовещание и электроэнергия, была построена дорога с асфальтовым покрытием, двухэтажная школа со спортивным залом, сельский клуб на 250 мест, столовая, детский сад, три магазина и баня. Некоторое время работала гончарная артель. За свою деятельность Вакуленко был награждён орденом Ленина и медалью «За трудовую доблесть».
По состоянию на 1973 года село входило в состав Колядовского сельского совета (центр — село Колядовка) Новоайдарского района Луганской области.
В советское время село было связано с городом Луганск автобусным маршрутом, по которому курсировал ПАЗ-672.

### С 1991 года

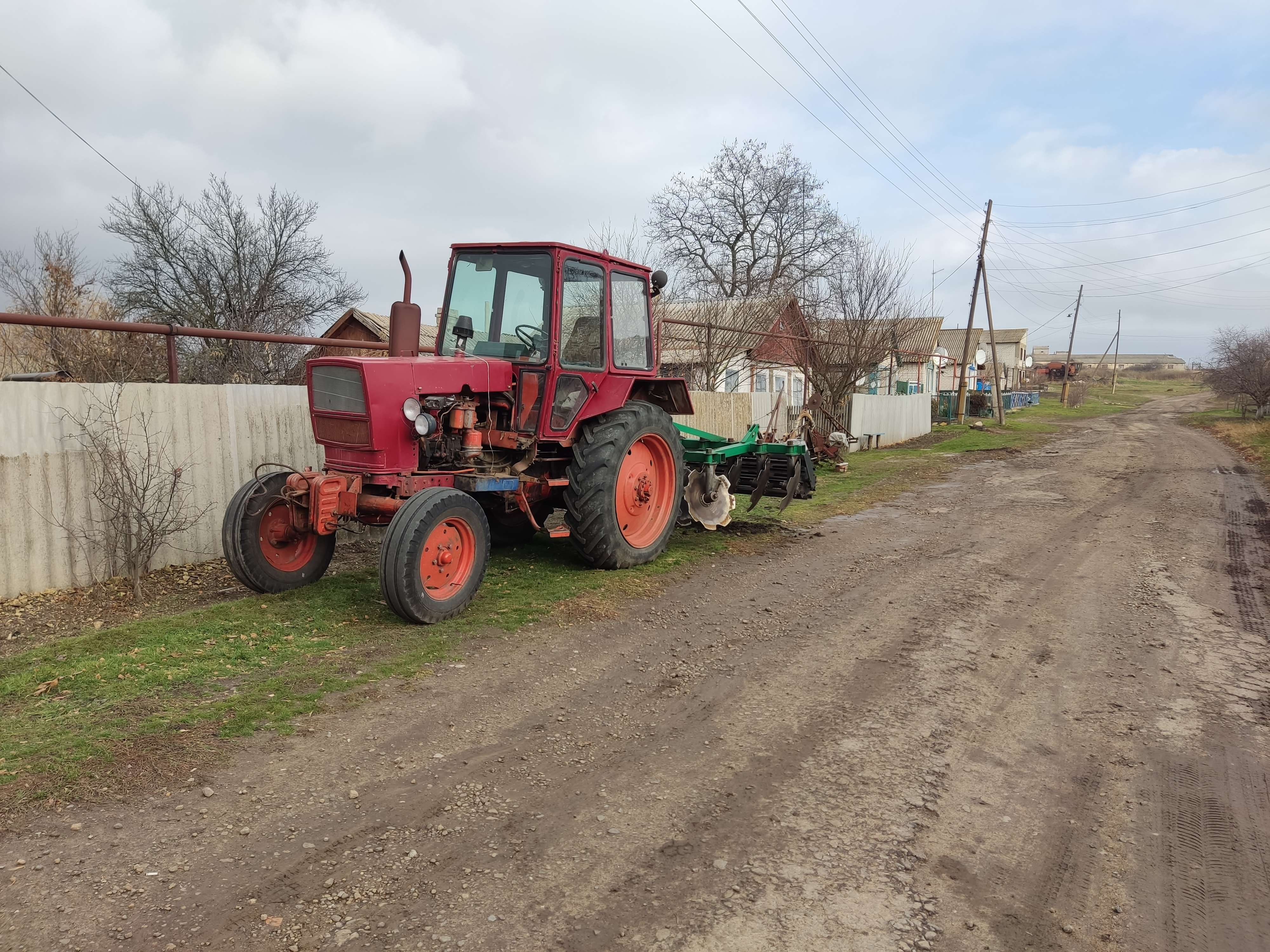
Сельскохозяйственная техника в Волкодаево

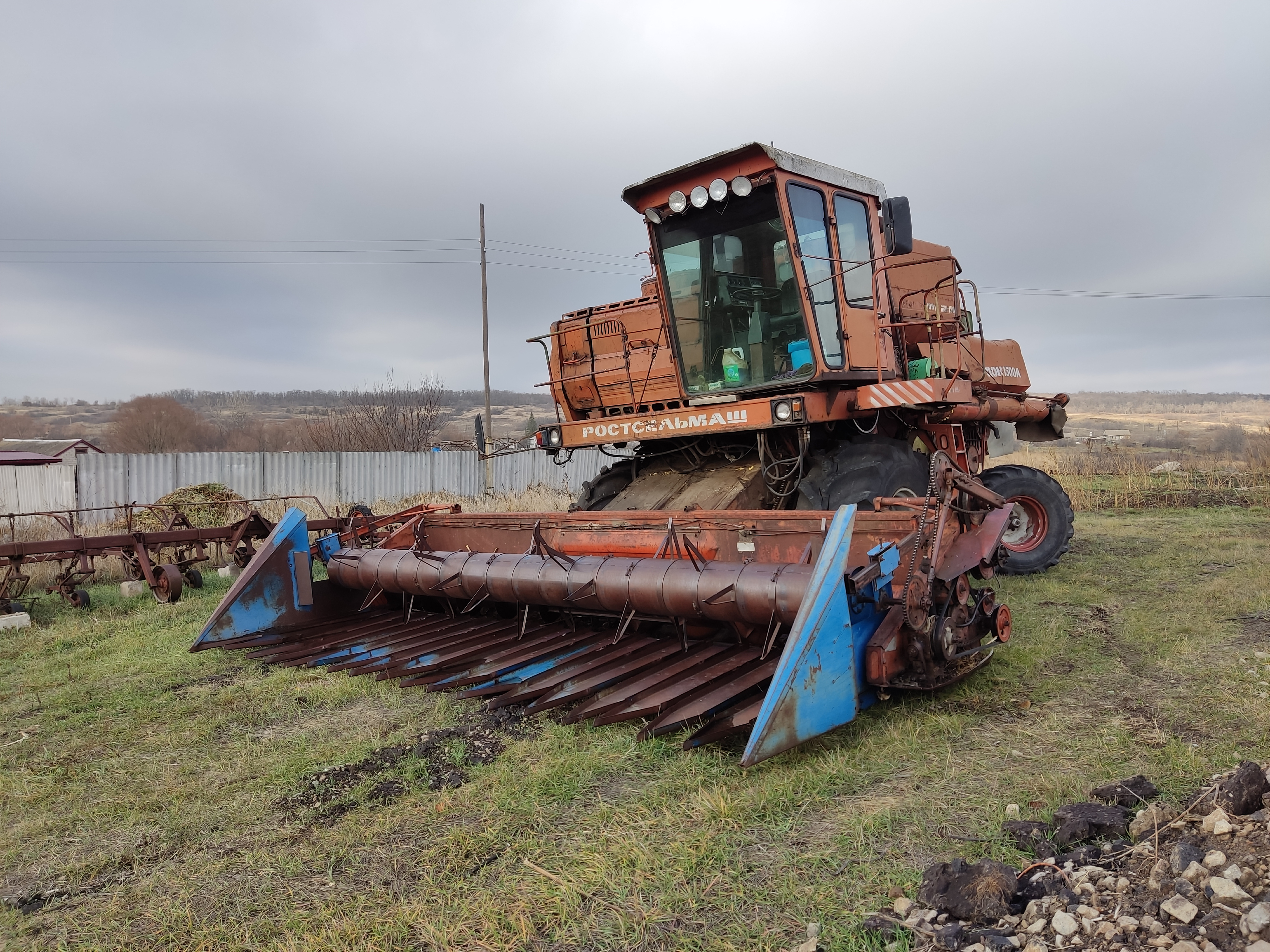
Сельскохозяйственная техника в Волкодаево

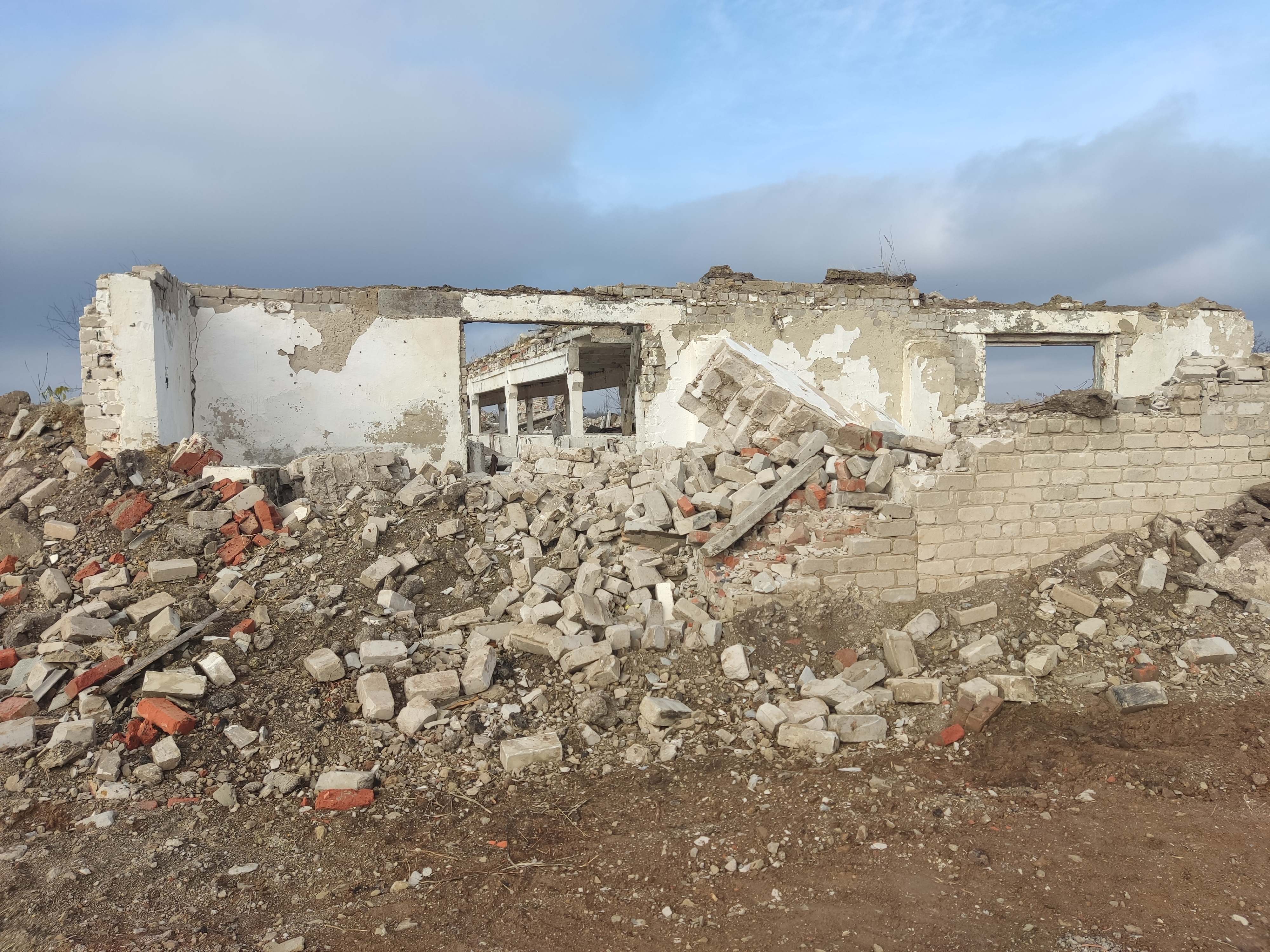
Разрушенный свинарник

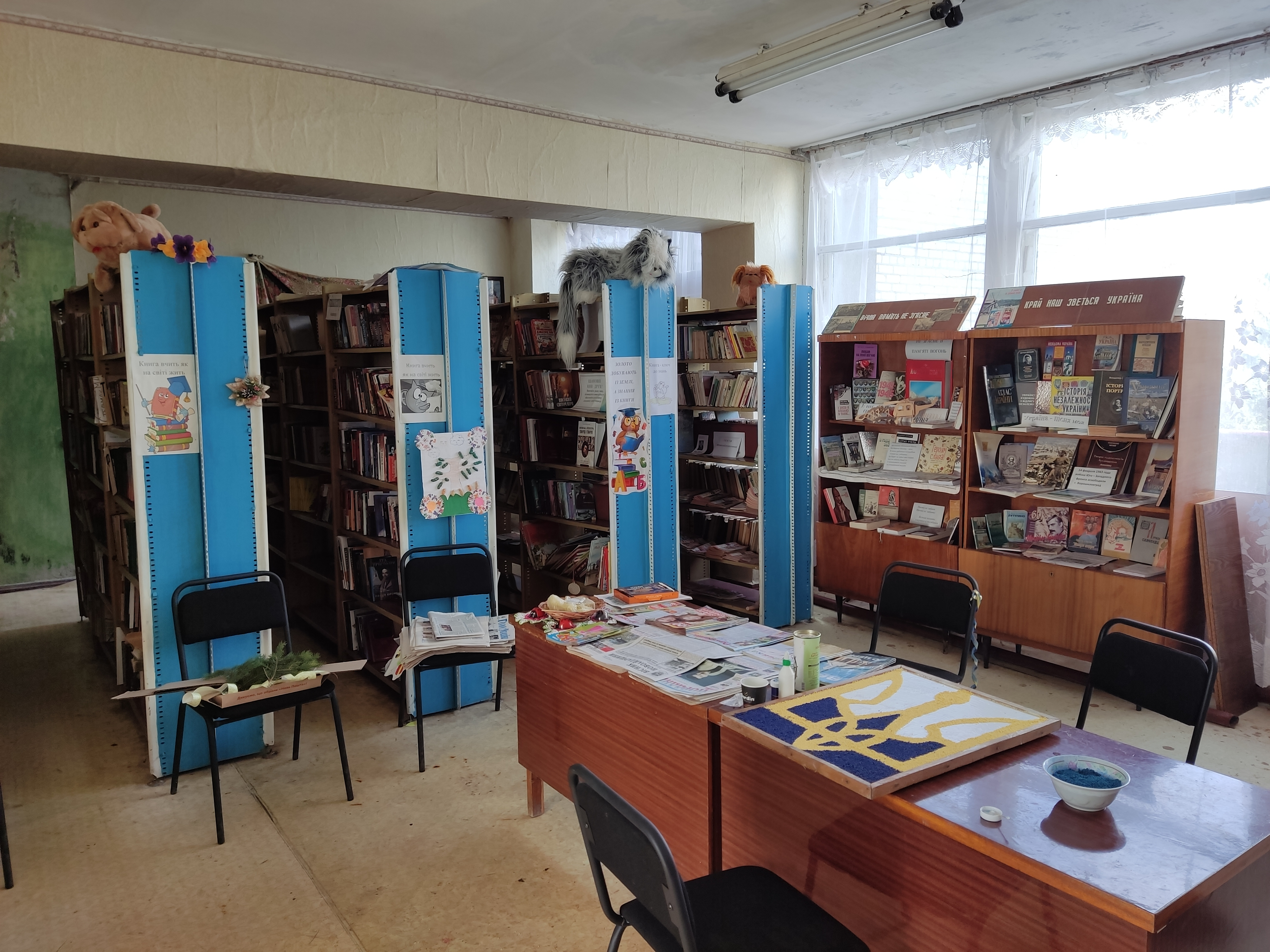
Помещение библиотеки

После реорганизации колхоза в 2000 году на его месте возникли два предприятия — СПК «Рассвет» и «Луч». Работниками «Рассвета» стало 207 человек, а «Луча» — 94 человека. Спустя пять лет предприятия прекратили свою деятельность. Часть земли была распаевана и некоторые жители занялись индивидуальной обработкой собственной земли, а часть селян перешла в ЗАО «Агротон». В 2013 году на «Агротоне» было 415 коров, из которых 213 — дойных.
4 мая 2001 года заброшенное здание Никольского храма было передано общине УПЦ КП. Настоятелем стал священник Андрей Чуй.
11 мая 2014 года в селе прошёл референдум о самоопределении Луганской Народной Республики. Тем не менее 25 мая 2014 года в селе состоялось голосование на выборах президента Украины.
С началом вооружённого конфликта на востоке Украины Волкодаево вошло в список населённых пунктов, на территории которых осуществляется антитеррористическая операция. В результате проведения АТО и перемещения тяжёлой военной техники по селу были сильно повреждены автомобильные дороги Волкодаево. В конце мая 2020 года село пострадало от урагана.
В ходе процесса объединения (укрупнения) районов Украины в рамках административно-территориальной реформы 2020 года Волкодаево, как часть Новоайдарской территориальной общины, вошло в Счастьенский район.

## Население
- 1885 год — 1633 человека[20].
- 1914 год — 2558 человек[21].
- 1989 год — 601 человек[22]
- 2001 год — 579 человек (из них 88,43 % отметили родным украинский язык, а 11,57 % — русский)[23].
- 2017 год — 530 человек и 90 человек — временно перемещённых лиц из зоны проведения АТО[24].
- 2018 год — 441 человек[2].

## Социальная сфера
В селе функционирует школа, где по состоянию на 2018 год обучается 46 учеников. Также в Волкодаево работает детский сад «Ромашка+», сельская библиотека и фельдшерский пункт.
В селе находится Братская могила воинов Великой Отечественной войны и гражданской войны.
На территории Волкодаево находятся руины православной Николаевской церкви.

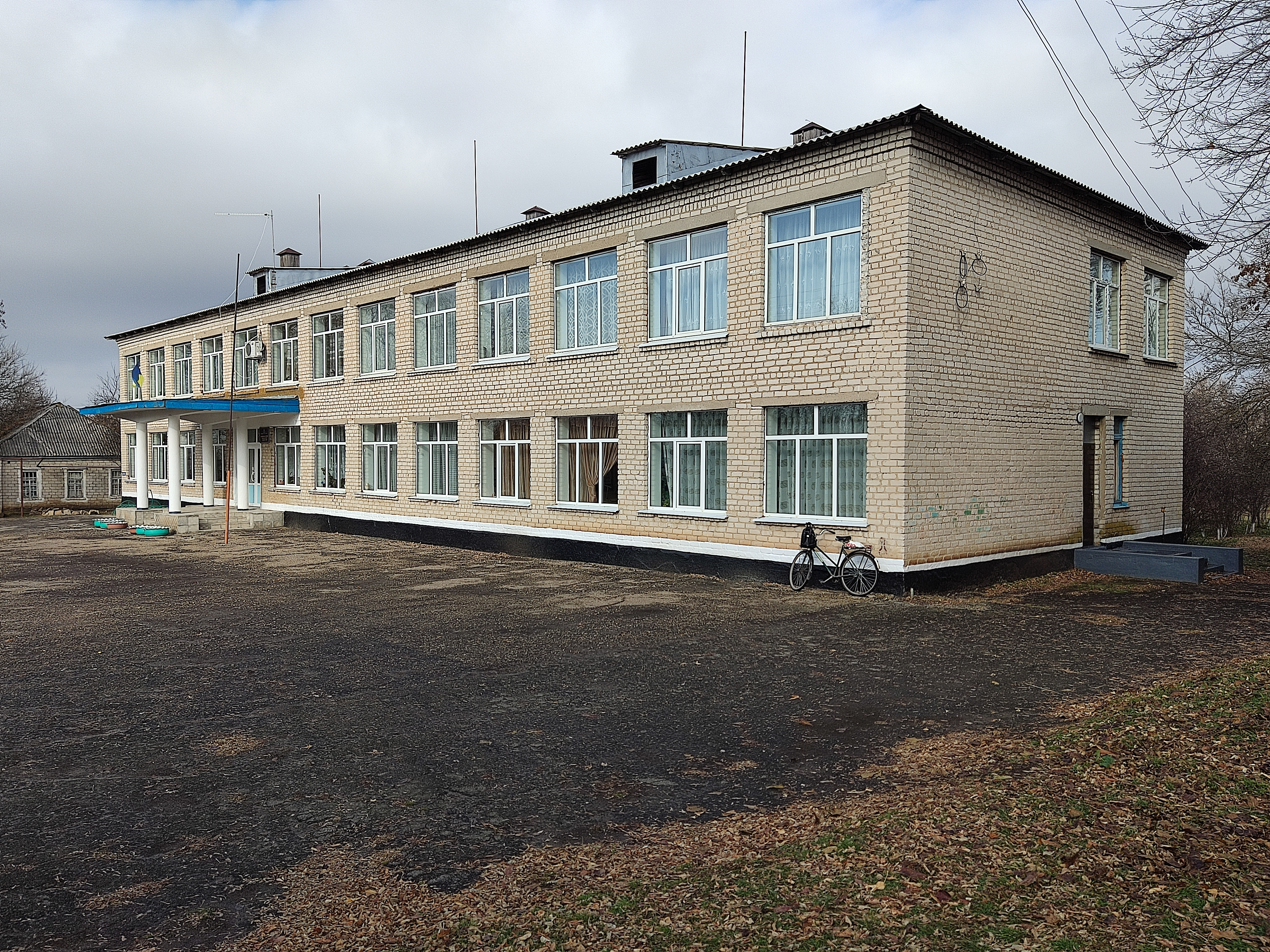
Школа
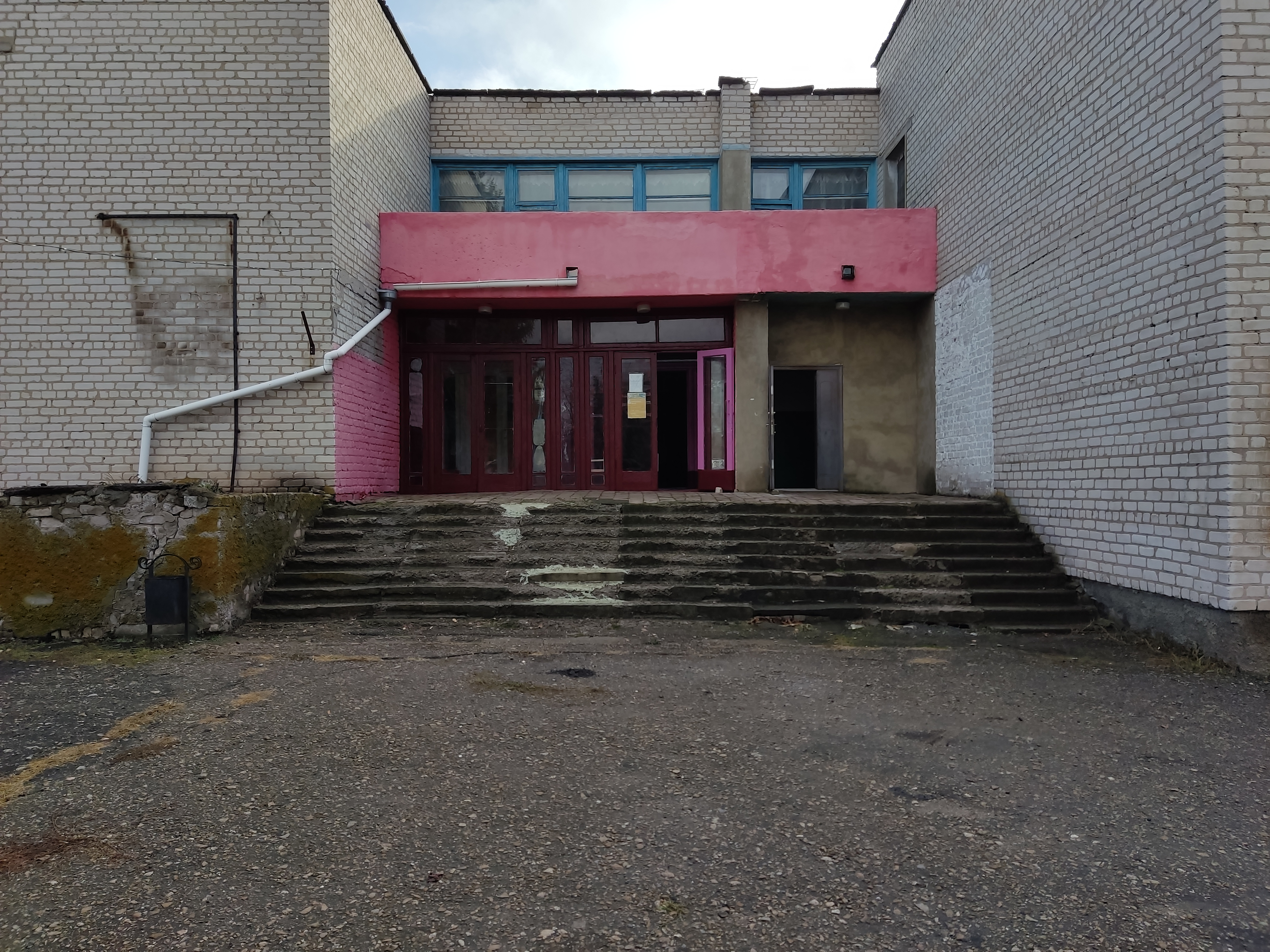
Библиотека
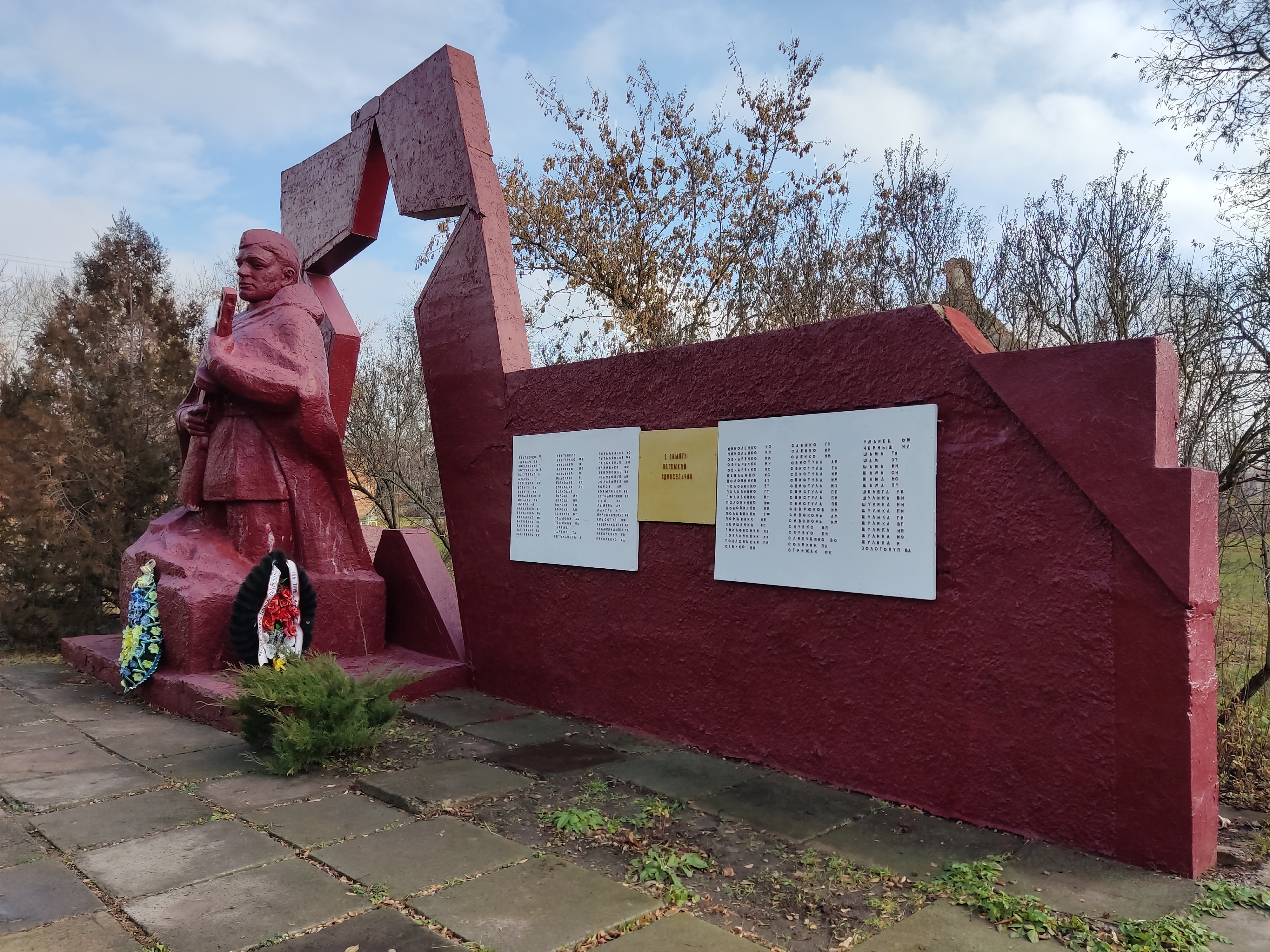
Памятник
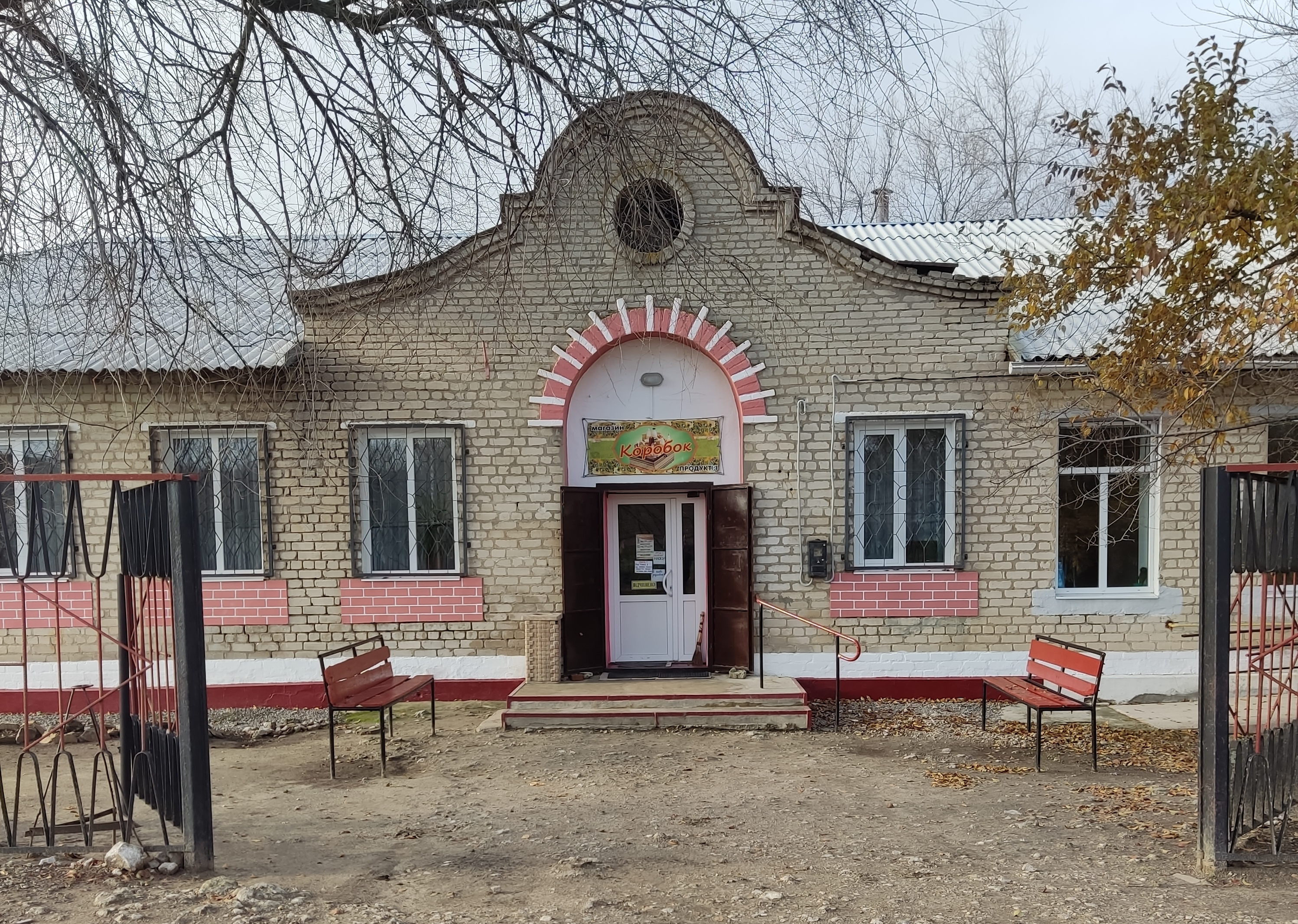
Магазин

## Органы власти
До 2020 года органом местного самоуправления являлся Колядовский сельский совет (располагавшийся в селе Колядовка). По результатам выборов 2017 года Волкодаево в Колядовском сельском совете представляло 5 депутатов, что составляло 41,67 % от общей численности депутатского корпуса.
По состоянию на 2018 год старостой сёл Колядовка и Волкодаево является Александра Николаевна Высторобская.

## Известные жители и уроженцы
- Свистула, Иван Степанович (1928—2014) — Герой Социалистического Труда.
- Половинка, Александр Юрьевич (род. 1971) — начальник МУРа.